# Melvich
Melvich (Schots-Gaelisch: A' Mhealbhaich) is een kustdorp in de Schotse lieutenancy Sutherland in het raadsgebied Highland.